# Never Really Over
«Never Really Over» (с англ. — «Никогда не закончится») — песня, записанная американской певицей Кэти Перри. Она была выпущена как сингл 31 мая 2019 года.

## Предыстория и релиз
27 мая Кэти разослала некоторым поклонникам приглашение на секретную встречу, которая должна пройти 29 мая. 28 мая певица показала официальную обложку, а песня стала доступна для предварительного сохранения на Spotify. 30 мая в эфире программы «Доброе утро, Америка» был представлен отрывок видеоклипа.
4 июня песня была отправлена на радиостанции США.

## Критический приём
Песня получила в основном положительные отзывы критиков. «Кэти Перри вернулась с новой песней, которая может быть началом новой эры, и поможет вернуть ей былую славу. „Never Really Over“ — это электро-поп джем, по которому соскучились в 2019 году, а припев застревает у Вас в голове и заставляет подпевать» — констатировало издание Forbes. В Rolling Stones заявили, что это «долгожданное погружение в прошлое к самоуничтожительной Перри с „Last Friday Night (T.G.I.F.)“, как в старые добрые». Патрик Райан из USA Today новая песня Кэти — «гимн расставаний», а также «пожалуй, лучшая её премьера за несколько лет. „Never Really Over“ — это песня-жвачка, которая является серьёзным претендентом на летний хит».

## Музыкальное видео
Видеоклип на песню вышел также 31 мая 2019 года, режиссёром выступила Филиппа Прайс. Критики также оценили концепцию и посыл нового видео поп-дивы.

## Список композиций
| №  | Название            | Длительность |
| -- | ------------------- | ------------ |
| 1. | «Never Really Over» | 3:43         |

| №  | Название                          | Длительность |
| -- | --------------------------------- | ------------ |
| 1. | «Never Really Over» (R3hab Remix) | 3:07         |

| №  | Название                             | Длительность |
| -- | ------------------------------------ | ------------ |
| 1. | «Never Really Over» (Syn Cole Remix) | 3:08         |

| №  | Название                                  | Длительность |
| -- | ----------------------------------------- | ------------ |
| 1. | «Never Really Over» (Wow & Flutter Remix) | 6:11         |

## Чарты
| Чарт (2019)                               | Пиковая позиция |
| ----------------------------------------- | --------------- |
| Аргентина (Billboard Argentina Hot 100)   | 76              |
| Австралия (ARIA)                          | 7               |
| Австрия (Ö3 Austria Top 40)               | 29              |
| Бельгия/Фландрия (Ultratop 50)            | 22              |
| Бельгия/Валлония (Ultratop 50)            | 23              |
| Канада (Billboard Canadian Hot 100)       | 7               |
| Канада (Billboard AC)                     | 3               |
| Канада (Billboard CHR/Top 40)             | 8               |
| Китай (Billboard)                         | 8               |
| СНГ (TopHit)                              | 137             |
| Коста-Рика (Monitor Latino)               | 10              |
| Хорватия (HRT)                            | 5               |
| Чехия (Singles Digitál Top 100)           | 22              |
| Дания (Tracklisten)                       | 36              |
| Доминиканская Республика (Monitor Latino) | 3               |
| Эквадор (Monitor Latino)                  | 8               |
| Сальвадор (Monitor Latino)                | 5               |
| Эстония (Eesti Ekspress)                  | 18              |
| Европа (Billboard Euro Digital Songs)     | 5               |
| Финляндия (Suomen virallinen radiolista)  | 35              |
| Франция (SNEP)                            | 102             |
| Германия (GfK)                            | 47              |
| Венгрия (Single Top 40)                   | 8               |
| Венгрия (Stream Top 40)                   | 16              |
| Ирландия (IRMA)                           | 11              |
| Израиль (Media Forest)                    | 2               |
| Италия (FIMI)                             | 32              |
| Япония (Billboard Japan Hot 100)          | 32              |
| Латвия (Latvijas Top 40)                  | 16              |
| Ливан (Lebanese Top 20)                   | 11              |
| Малайзия (RIM)                            | 20              |
| Мексика (Billboard Mexico Airplay)        | 4               |
| Нидерланды (Dutch Top 40)                 | 17              |
| Нидерланды (Single Top 100)               | 32              |
| Новая Зеландия (Recorded Music NZ)        | 14              |
| Норвегия (VG-lista)                       | 24              |
| Панама (Monitor Latino)                   | 15              |
| Парагвай (Monitor Latino)                 | 12              |
| Польша (Polish Airplay Top 100)           | 19              |
| Португалия (AFP)                          | 47              |
| Пуэрто-Рико (Monitor Latino)              | 5               |
| Румыния (Airplay 100)                     | 97              |
| Шотландия (OCC Scotland)                  | 4               |
| Сингапур (RIAS)                           | 12              |
| Словакия (Rádio — Top 100)                | 78              |
| Словакия (Singles Digitál Top 100)        | 13              |
| Словения (SloTop50)                       | 22              |
| Испания (PROMUSICAE)                      | 67              |
| Швеция (Sverigetopplistan)                | 44              |
| Швейцария (Schweizer Hitparade)           | 21              |
| Украина (Top Radio Hits)                  | 41              |
| Великобритания (OCC UK Singles)           | 12              |
| США (Billboard Hot 100)                   | 15              |
| США (Billboard Adult Contemporary)        | 18              |
| США (Billboard Adult Pop Airplay)         | 10              |
| США (Billboard Dance/Mix Show Airplay)    | 15              |
| США (Billboard Dance Club Songs)          | 35              |
| США (Billboard Pop Airplay)               | 11              |
| США (Rolling Stone Top 100)               | 5               |
| Венесуэла (Record Report)                 | 51              |

## Сертификации и продажи
| Регион | Сертификация | Продажи |
| --- | ------------ | ------- |
| Австралия (ARIA) | Платиновый   | 70 000  |
| Канада (Music Canada) | Золотой      | 40 000  |
| Италия (FIMI) | Золотой      | 25 000  |
| Великобритания (BPI) | Платиновый   | 600 000 |
| США (RIAA) | Золотой      | 500 000 |
| * Данные о продажах приведены только на основе сертификации. · ^ Данные о тиражах приведены только на основе сертификации. · Данные о продажах + прослушиваниях приведены только на основе сертификации. |              |         |